# سالنامه ریاضیات محض و کاربردی
سالنامه ریاضیات محض و کاربردی (به ایتالیایی: Annali di Matematica Pura ed Applicata) یک مجله دوماهانه ریاضیات به‌زبان انگلیسی است که به جنبه‌های گوناگون ریاضیات محض و کاربردی می‌پردازد. این مجله در سال ۱۸۵۰ با نام «مجله علوم ریاضی و فیزیک» به وسیلهٔ فرانچسکو بریوشی و بارنابا تورتولینی بنیان نهاده‌شد تا آنکه در سال ۱۸۵۸ نام کنونی به آن داده شد.